# فرودگاه ورمیلیون
فرودگاه ورمیلیون (به انگلیسی: Vermilion Airport) یک فرودگاه همگانی با کد یاتا YVG است که یک باند فرود آسفالت دارد و طول باند آن ۱۰۳۰ متر است. این فرودگاه در کشور کانادا قرار دارد و در ارتفاع ۶۱۶ متری از سطح دریا واقع شده است.